# Luis Gutiérrez Martín

Wappen von Luis Gutiérrez Martín.

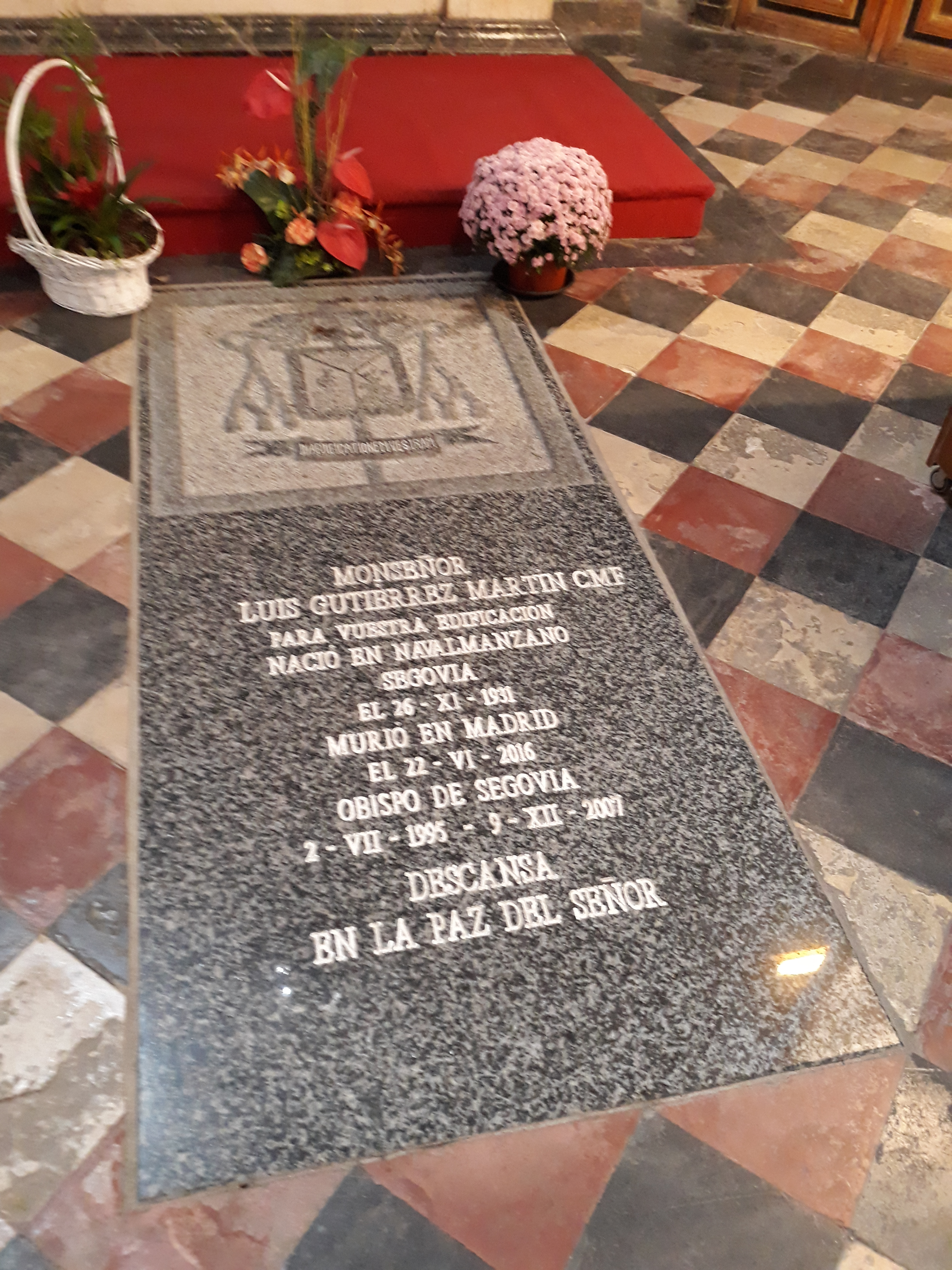
Das Grab von Luis Gutiérrez Martín in der Kathedrale von Segovia.

Luis Gutiérrez Martín CMF (* 26. November 1931 in Navalmanzano; † 22. Juni 2016 in Madrid) war Bischof von Segovia.

## Leben
Luis Gutiérrez Martín trat der Ordensgemeinschaft der Claretiner bei, legte am 23. Oktober 1949 die Profess ab und empfing am 8. September 1957 die Priesterweihe.
Papst Johannes Paul II. ernannte ihn am 15. September 1988 zum Weihbischof in Madrid und Titularbischof von Tisedi. Der Erzbischof von Madrid, Angel Kardinal Suquía Goicoechea, spendete ihm am 23. Oktober desselben Jahres die Bischofsweihe; Mitkonsekratoren waren Fernando Sebastián Aguilar CMF, Koadjutorerzbischof von Granada, und Elías Yanes Álvarez, Erzbischof von Saragossa.
Am 12. Mai 1995 ernannte ihn Papst Johannes Paul II. zum Bischof von Segovia. Am 3. November 2007 nahm Papst Benedikt XVI. sein altersbedingtes Rücktrittsgesuch an.